# Operação INFEKTION

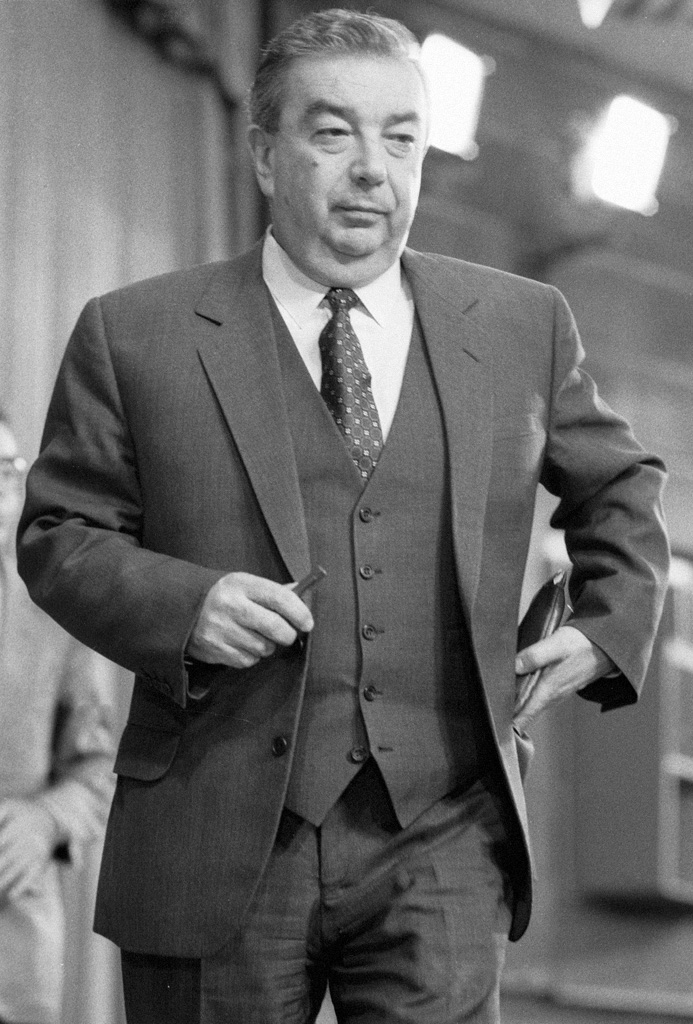
Em 1992, o Diretor do Serviço de Inteligência Estrangeira (SVR), Yevgeny Primakov, admitiu que a KGB estava por trás de artigos jornalísticos soviéticos que alegavam que a AIDS foi criada pelo governo dos EUA.

Operação INFEKTION foram diversas campanhas de desinformação, usando de medidas ativas, realizadas pela KGB durante a guerra fria. Um das desinformações que obtiveram sucesso em sua propagação foi a noção de que os Estados Unidos inventaram a AIDS como parte de um projeto de pesquisa de armas biológicas em Fort Detrick, Maryland. A União Soviética usou desta tática para buscar prejudicar a credibilidade dos Estados Unidos, fomentar o anti-Americanismo e criar tensões sobre a presença de bases militares dos EUA no mundo.
De acordo com analistas do Departamento de Estado dos EUA, outra razão para a União Soviética ter "promovido a desinformação sobre a AIDS pode ter sido sua tentativa de distrair a atenção internacional para longe de seu próprio programa de guerra biológica, que [foi monitorada] por décadas." Além de antrax, acredita-se que os soviéticos desenvolveram a tularemia, a peste e a cólera para fins de guerra biológica, bem como a toxina botulínica, enterotoxinas, e micotoxinas. Uma explicação alternativa é que a operação pode ter sido em retaliação às acusações, pelos EUA, de que os soviéticos usaram armas químicas no sudeste da Ásia, depois chamado de incidente da chuva amarela.